# Comarca de Muros
La Comarca de Muros és una comarca de Galícia situada a la província de la Corunya. Limita amb la comarca de Xallas i la comarca de Noia a l'est, i amb l'oceà Atlàntic a l'oest. En formen part els municipis de:
- Carnota
- Muros